# Rödgumpsgräshoppa
Rödgumpsgräshoppa (Omocestus rufipes) är en art i insektsordningen hopprätvingar som tillhör familjen markgräshoppor. Tidigare var dess vetenskapliga namn Omocestus ventralis.

## Kännetecken
Rödgumpsgräshoppan har en kroppslängd på 12 till 20 millimeter, honorna blir större än hanarna. Färgteckningen är övervägande brunaktig, ofta ganska mörk, och på kroppens sidor kan en mönstring med närmast svartaktiga inslag förekomma. Ovansidan är ofta grönaktig, särskilt hos honan. Hanen har rödaktig bakkropp och bakben som ofta är mer eller mindre brunrödaktiga. Ett kännetecken för honan är att halsskölden har en vitaktig kant.

## Utbredning
Arten förekommer i Europa från Medelhavsländerna och norrut till Värmland, Västmanland och Uppland i Sverige. Den finns också i södra Norge. I de norra delarna av utbredningsområdet förekommer den sparsammare än i de södra.

## Levnadssätt
Rödgumpsgräshoppan är en värmeälskande art och dess habitat är torra ängar och andra öppna gräsmarker, men den kan även förekomma längs vägkanter och på skogshyggen. Dess föda består av olika gräs. Hanen stridulerar, det vill säga spelar, för att locka till sig honor. Som andra hopprätvingar har den ofullständig förvandling och genomgår utvecklingsstadierna ägg, nymf och imago. 